# 两世欢
《两世欢》（英語：The Love Lasts Two Minds），是一部2020年中国大陆武侠古装剧，背景为五代十国。由朦胧、陈钰琪领衔主演，改篇寂月皎皎同名小說，于2018年11月4日開機，2019年1月殺青，2019年4月補拍。於2020年2月21日在愛奇藝首播。

## 播出时间
| 频道       | 所在地   | 播出日期       | 播出时间                | 备注             |
| ---------- | -------- | -------------- | ----------------------- | ---------------- |
| 爱奇艺     | 中国大陆 | 2020年2月21日  | 每周五至周日20点更新2集 | VIP会员抢先看6集 |
| 纬来戏剧台 | 臺灣     | 2021年12月10日 |                         |                  |

## 劇程概述
出身將門的原家大小姐被人劫持，醒來后失去記憶，性情大變，為逃避婚約離家出走，化名阿原，女扮男裝成為沁河縣的小捕快。與此同時，貴公子景辭在送心上人和親的途中遭人暗害，僥倖生還后，也以縣尉的身份來到沁河，成為阿原的同僚，暗中守護阿原。阿原專心一意懲誡奸惡，力保一方百姓安寧。樹欲靜而風不止，小縣城兇案頻起，景辭、阿原抽絲剝繭，步步逼近真相，卻因重重阻力難以為繼。不久，阿原發現她並不是真正的原家大小姐，景辭也不僅僅是一名小縣尉。當他們的離奇身世先後揭開，二人感情遭遇嚴峻考驗。阿原跟景辭決裂，另嫁他人之際，京城又一宗謀殺案，疑點直指阿原，令她身陷囹圄。景辭為救阿原，以病弱之軀撥開迷霧，找出了幕後指使者，帶阿原遠離風波。

## 演员列表

### 主要演员
| 演員   | 角色        | 介紹 |
| 朦胧   | 景辞/景知晚 | 隐忍而足智多谋。他对风眠晚有很深的感情但却无法随心所欲地流露，只能藏在心里。在送风眠晚和亲的途中遭奸人谋害，被左言希救回后更换身份微服在沁河做了县尉，改名景知晚，和失忆的小捕快风眠晚展开了一段情缘。 |
| 陈钰琪 | 风眠晚      | 率真勇敢，原清离的双胞胎姐姐，景辞的青梅竹马，喝藥失忆後成为原清离，為了逃避與慕北煙的婚事而女扮男装到沁河县做了捕快。                                                                                 |
| 陈钰琪 | 原清离      | 原清离，已故将军之女，在去尼姑庵静养的路上被劫持，實則代風眠晚嫁給了李源。 |
| 张思帆 | 慕北湮      | 贺王的独子，人称小贺王爷，与原清离青梅竹马，后对换了性格成為“原清离”的風眠晚萌发了喜欢的情愫。 |
| 王宫良 | 左言希      | 能文能武。為“飛廉衛”首領，隸屬於雍帝。因一些缘由弃武学医，與姜探師出同門，為姜探的師兄。受雍帝的命令暗中保護景辭，後來一直為景辭的病盡心盡力。最后为救姜探而死                                         |
| 马月   | 长乐公主    | 俏皮可爱，与赵岩有一段轻松有趣的情缘。风眠晚之好友 |
| 刘帅   | 赵巖        | 原清离挚友，景辞的表哥。才华横溢，喜欢读书，愿与所有文字事物为伴。喜欢长乐公主。 |

### 其他演员
| 演員   | 角色     | 介紹 |
| 徐好   | 姜探     | 與左言希師出同門，因父親遭邺王脅持藏匿而受命於邺王，最後為左言希殉情而死。 |
| 王冠   | 邺王     | 表面上膽小怕事，實則為多起案件之幕後真兇。因生母為身份低下的軍妓，導致個性自卑又自大。                                                                                         |
| 王嵛   | 小鹿     | 原清離的貼身侍婢，天真可愛，陪伴失憶的風眠晚一路闖蕩，於王則笙一案被刑求致死。                                                                                                 |
| 丛健彰 | 阿橫     | 景辭的隨從，喜歡小鹿。 |
| 丁可儿 | 王则笙   | 昭王之女，景辞的表妹，喜歡景辭，一心想嫁與為妻。從小嬌生慣養且任性，常與知夏姑姑一起欺負陷害風眠晚。後被喬貴嬪慫恿毒殺阿原（風眠晚）不成，反被鄴王一黨殺死作為陷害阿原的棋子。 |
| 邵兵   | 雍帝     | 景辭、長樂公主等人的父親，原夫人的情人。 |
| 黄海冰 | 昭王     | 景辭之義父，表面上恬淡與世無爭，實則心機深沈，為了實現自己拓展疆土的野心，連女兒都可做為手中棋子。                                                                             |
| 林静   | 原夫人   | 雍帝的初戀情人。風眠晚和原清離的母親。 雍帝為皇位權勢而犧牲將其許配給原大將軍。 被陷害為劫殺雍王妃之主使，導致與風眠晚骨肉分離十八年。一生癡情不變，最後選擇與雍帝同生共死。   |
| 常铖   | 喬立     | 喬貴嬪父親，鄴王同黨，亦為昭王安插在雍國的眼線，意圖使雍國內亂。任職於大理寺。                                                                                                 |
| 杜俊泽 | 亳王     | |
| 幺依田 | 知夏姑姑 | |
| 畢夢格 | 付小涵   | |

## 电视剧歌曲
| 曲序 | 曲目           |             | 作曲   | 编曲         | 演唱   |
| ---- | -------------- | ----------- | ------ | ------------ | ------ |
| 1.   | 终于（片頭曲） | 张赢        | 罗锟   | 廖正星       | 双笙   |
| 2.   | 云边（片尾曲） | 林乔、金小k | 岑思源 | 韵非         | 张紫宁 |
| 3.   | 知晚（插曲）   | 张赢        | 罗锟   | 罗锟         | 叶炫清 |
| 4.   | 晚吟（插曲）   | 林乔        | 郑国锋 | 余威         | 董又霖 |
| 5.   | 伤隐（插曲）   | 陶錚        | 賈濤   | 潘成         | 李俊毅 |
| 6.   | 不悔（插曲）   | 张赢        | 罗锟   | 宋言、許昊珂 | 张思帆 |

## 相关事件

### 盗版片源泄露事件
2020年2月22日，在开播一天后，互联网上出现了资源泄露，盗版资源是黑白版，以第19-36集为主。《两世欢》出品方呼吁抵制盗版，并表示将搜集证据以追究相关人员法律责任。